# Jean Fautrier
 Jean Fautrier  (París, 16 de mayo de 1898-Châtenay-Malabry, 21 de julio de 1964) fue un pintor y escultor francés. Fue uno de los más importantes representantes del tachismo, tendencia dentro del Art informel.

## Biografía
Nació en París. Tras morir su padre, marchó con su madre a Londres. A los 14 años entró a estudiar en la Royal Academy, donde tuvo como profesor a Sickert. También estuvo en la Escuela de Arte Slade. En 1917 volvió a Francia, al ser movilizado para la Primera Guerra Mundial. En el curso de la contienda se vio sometido a los gases y fue desmovilizado.
Después de la guerra, se quedó a vivir en París. Comenzó a pintar el año 1921 y al siguiente empezaron sus exposiciones: Salón de Otoño de 1922, Galería Fabre en 1923, salón de las Tullerías en 1924. En 1927, pintó una serie de cuadros (bodegones, desnudos, paisajes) en los que predomina el color negro. Su obra se enmarca en la tendencia anticubista análoga a la de Derain. En 1928 comenzó a trabajar en una serie de grabados para una edición ilustrada dei Infierno de Dante, preparada por Gallimard (que no tuvo éxito). En los años veinte realizó una serie de viajes que hicieron evolucionar su obra, sobre todo a partir de 1926, creando cuadros de tonos fríos y sombríos. Hasta 1933, año en el que acabó su contrato de exclusividad, dividió sus esfuerzos entre la escultura y la pintura. Tuvo el apoyo de André Malraux y de Jean Paulhan. Sin embargo, no tuvo éxito y pasó cinco años (1934-1939) como hostelero e instructor de esquí en Tignes (Tarentaise, Valle de Isère).
Fautrier volvió a dedicarse a la pintura en 1937, y en 1943 hizo su vigésimo segunda y última escultura: la gran Tête d'otage. Ese mismo año, detenido por la Gestapo alemana, huyó de París y encontró refugio en Châtenay-Malabry, donde comenzó a trabajar en el proyecto de los Otages (Rehenes). Estos cuadros se expusieron en 1945 en la Galería Drouin y supusieron su primer éxito artístico. En los años siguientes, Fautrier trabajó en la ilustración de varias obras, entre ellas la Señora Edwarda y Aleluya de Georges Bataille (1947), e hizo una serie de cuadros dedicados a muchos pequeños objetos familiares.
En 1950, inventó con la ayuda de su compañera, Jeanine Aeply, un procedimiento complejo mezclando reproducción calcográfica y pintura que permitía tirar sus obras en numerosos ejemplares, técnica que le permite la realización de «originales múltiples» (en francés, Originaux múltiples).
Como reacción a la invasión soviética de Hungría en el año 1956, sobre el motivo de los Otages, pintó la serie de Têtes de partisans.
Obtuvo el gran premio de la Bienal de Venecia en el año 1960. Su obra tardía es abstracta, generalmente de pequeño tamaño, a menudo combinando técnicas mixtas sobre papel, con un contenido geométrico. Murió en Châtenay-Malabry en 1964. La Fundación Pierre Gianadda en Martigny, Suiza, organizó una retrospectiva en enero-marzo de 2005.

## Obras
- Jabalí, 1926-27, París, Centro Pompidou y Musée d'art moderne de la Ville de Paris (MAM de la villa de París).
- Joven bella, 1927, París, MAM de la Villa.
- Infierno de Dante, 1928, litografías.
- Maquis, 1928, París, colección particular.
- Serie Rehenes (Ottages), 1943-1945.
- Desnudo, 1946.
- Señora Edwarda y Aleluya, de Bataille, 1947, ilustraciones.
- Pequeño registro, 1958, colección particular.